# Вашингтон (округ, Айова)
Ва́шингтон (англ. Washington County) — округ в штате Айова, США. Окружным центром является город Вашингтон.
На 2000 год численность населения составляла 20 670 человек. По оценке бюро переписи населения США в 2009 году население округа составляло 21 258 человек.

## История
Округ Вашингтон был сформирован в 25 января 1839 года.

## География
Согласно данным Бюро переписи населения США площадь округа Вашингтон составляет 1472 км².

### Основные шоссе
- Шоссе 218/Автострада 27
- Автострада 1
- Автострада 22
- Автострада 78
- Автострада 92

### Соседние округа
- Айова (северо-запад)
- Джонсон (северо-восток)
- Луиза (восток)
- Генри (юго-восток)
- Джефферсон (юго-запад)
- Киокак (запад)

## Демография
По данным переписи населения 2000 года в округе проживало 20 670 жителей. Среди них 25,7 % составляли дети до 18 лет, 16,8 % люди возрастом более 65 лет, 51,1 % населения составляли женщины.
Национальный состав был следующим: 97,9 % белых, 0,8 % афроамериканцев, 0,3 % представителей коренных народов, 0,3 % азиатов, 4,9 % латиноамериканцев. 0,7 % населения являлись представителями двух или более рас.
Средний доход на душу населения в округе составлял 18 221 долларов. 9,2 % населения имело доход ниже прожиточного минимума. Средний доход на домохозяйство составлял 50 130 долларов.
Также 82,5 % взрослого населения имело законченное среднее образование, а 16,4 % имело высшее образование.